# Herb Buku
Herb Buku – jeden z symboli miasta Buk i gminy Buk w postaci herbu ustanowiony w Statucie Gminy 27 listopada 2002 roku.

## Wygląd i symbolika
Herb przedstawia w polu srebrnym drzewo bukowe z trzema liśćmi, na nim błękitny klucz w pas.
Symbolika herbu nawiązuje do nazwy miasta (herb mówiący) oraz do biskupów poznańskich, którzy byli właścicielami miasta do 1793 r.